# Městský stadion v Kotlině
Het Městský stadion v Kotlině is een multifunctioneel stadion in de Tsjechische stad Varnsdorf. Het stadion is de thuishaven van de Fotbalová národní liga-club FK Varnsdorf. Het Městský stadion heeft een capaciteit van 5000 toeschouwers, waarvan 900 zitplaatsen.